# ダイナー (小説)
『ダイナー』は、平山夢明による日本の小説。2009年10月にポプラ社より単行本が、2012年10月にポプラ文庫（ポプラ社）より文庫版がそれぞれ刊行された。第28回日本冒険小説協会大賞、第13回大藪春彦賞受賞作。
NHK FMの「青春アドベンチャー」で『DINER（ダイナー）』のタイトルでラジオドラマ化され、2013年2月25日から3月8日まで放送された。また、河合孝典により『DINER ダイナー』のタイトルで漫画化され、『週刊ヤングジャンプ』（集英社）にて、2017年36・37合併号から2019年2号まで連載された後、同社のWEBコミックサイト『となりのヤングジャンプ』に移籍して2019年1月19日より連載中。電子版を含めたコミックス累計発行部数は110万部を突破している。
2018年5月15日からは「WEB asta*」にて、続編となる『ダイナーII』の連載が開始された。
2019年7月5日には『Diner ダイナー』のタイトルで実写映画が公開された。監督は蜷川実花、主演は藤原竜也。

## あらすじ
金に困ったごく普通の女性「オオバカナコ」は、ある裏社会の仕事に関わってしまったがために監禁され、殺し屋たちが通い詰める会員制ダイナー「キャンティーン」のウエイトレスをさせられることになる。
カナコはそこでダイナーのシェフの「ボンベロ」や、殺し屋たちの人間模様に触れていくことになる。

## 登場人物

### キャンティーン
ボンベロ
主人公。「キャンティーン」のシェフ。本人も元は腕利きの殺し屋であり、店の常連客である殺し屋たちの多くと顔見知りである。シェフとしても天賦の才をもち、カナコには威圧的に振る舞う一方で料理の腕は一流であり、ハンバーガーからイタリアン、デザートまで一人でこなせてしまう。
如何なる状況においても冷静かつ冷酷非情であるが稀に多少の人情や思いやりを見せることもある。
漫画版ではより感情的になる面が多く、不器用ながらも確かな人情を持ち合わせており、カナコに対しても威圧的な態度を崩さないが、時が経つに連れ自分の身を犠牲にしてでも守ろうとするなど、カナコを生かそうとする意識が強くなっていき、他にも旧知の相手には気遣いやその相手を救おうとするなど、思いやりや優しさも持ち合わせている。
オオバカナコ
もう一人の主人公。「キャンティーン」の現ウエイトレス。真面目に就職せず、携帯裏サイトにあった裏社会の仕事の募集で気軽に仕事を引き受けてしまったものの、犯罪組織を怒らせて監禁され、命と引き換えに次々と死んで入れ替わる「キャンティーン」ウエイトレスの仕事をさせられる。客の殺し屋に対しても一般人の視点で接し、人間らしさを感じた相手には温情めいた態度も見せる。
最初は不器用でどうしようもない面ばかりが目立っていたが、裏社会の人々との交流を通じて精神的に成長してゆき、殺し屋相手にもはっきりと意見したり立ち向かうなどの成長を見せ少しずつボンベロからも信頼されるようになる。
菊千代（きくちよ）
ボンベロが飼っているブルドッグ。目にかけて大きな傷が走っている。本人曰く「唯一の相棒」で、ボンベロが唯一笑顔を見せる相手。
躊躇なく人を殺せる獰猛な面とは裏腹に、イチゴが好物。

### 殺し屋たち
スキン
全身傷だらけの殺し屋。コートに爆弾を仕込んでいる。スフレが好きでよく注文するが、ボンベロがある理由で意図的に完食出来ない状態にしている。
キッド
少年の姿をしているが実際は中年相当の年齢で、殺し屋の中で最も凄惨な、女や子供を標的とする仕事を引き受けている。母と祖母は淫売をしており、母は妊娠しては堕ろすことをくり返していた。
炎眉（えんび）
ボンベロの弟子であった女性の殺し屋。無礼図の姪。
ブロウ
チカーノスのリーダー格。
ボイル
ボンベロの顔見知りの殺し屋。自分と同じ名前のドーベルマンを飼っている。
無礼図（ぶれいず）
ボンベロとは因縁のある殺し屋で、現在は組織の長老のひとり。炎眉の叔父。
九十九九（つくも きゅう）
キャンティーンに連れてこられたアル中の鋸糞（大鋸屑）。
オヅ
白髪と白い口ひげの年配の男。ボンベロの命の恩人で、菊千代の元の飼い主。
ソーハ
元産婦人科医で堕胎が趣味。名前の由来は掻爬。
ミコト
ソーハに連れてこられた次のウェイトレス候補。正体は毒を使う殺し屋。
ジェロ
レスラーのように巨大な大男。外ではまともに仕事をするが、キャンティーンに来ると赤ん坊帰りする。
夏油（げとう）
痩せぎすのスーツを着た黒縁眼鏡の髪の薄い男。カナコに気付かれないうちに腿を何カ所切れるか、後から来る仲間と賭けていた。
尻焼（しりやき）、道珍坊（どうちんぼう）
体系から服装に至るまで夏油そっくりの男2人組。

### それ以外の登場人物
コフィ
「キャンティーン」のオーナーであり、組織の長老のひとり。ボンベロの雇い主である。デルモニコの甥。
デルモニコ
組織の先代長老。登場時はすでに死亡。
ファキール
コフィの側近。
マテバ
ボイルの雇い主で、組織の長老のひとり。
カウボーイ、ディー・ディー
カナコと一緒に裏社会の仕事を受けたカップル。
ゴリラ
カナコ、カウボーイとディー・ディーを捕らえたとある組織の頭目。

## 書誌情報

### 小説
- 平山夢明『ダイナー』ポプラ社、2009年10月発売[4]、ISBN 978-4-591-11201-4
  - ポプラ文庫版（2012年10月発売[5]）、ISBN 978-4-591-13117-6

### 漫画
- 平山夢明（原作） / 河合孝典（作画）『DINER ダイナー』集英社〈ヤングジャンプコミックス〉、既刊24巻（2025年7月17日現在）
  1. 2018年1月19日発売[6]、ISBN 978-4-08-890841-0
  2. 2018年1月19日発売[7]、ISBN 978-4-08-890842-7
  3. 2018年4月19日発売[8]、ISBN 978-4-08-890897-7
  4. 2018年8月17日発売[9]、ISBN 978-4-08-891073-4
  5. 2018年12月19日発売[10]、ISBN 978-4-08-891118-2
  6. 2019年4月19日発売[11]、ISBN 978-4-08-891257-8
  7. 2019年7月4日発売[12]、ISBN 978-4-08-891348-3
  8. 2019年10月18日発売[13]、ISBN 978-4-08-891426-8
  9. 2020年1月17日発売[14]、ISBN 978-4-08-891466-4
  10. 2020年4月17日発売[15]、ISBN 978-4-08-891534-0
  11. 2020年7月17日発売[16]、ISBN 978-4-08-891603-3
  12. 2020年11月19日発売[17]、ISBN 978-4-08-891723-8
  13. 2021年3月18日発売[18]、ISBN 978-4-08-891793-1
  14. 2021年6月18日発売[19]、ISBN 978-4-08-891868-6
  15. 2021年11月19日発売[20]、ISBN 978-4-08-892104-4
  16. 2022年4月19日発売[21]、ISBN 978-4-08-892272-0
  17. 2022年10月19日発売[22]、ISBN 978-4-08-892469-4
  18. 2023年3月17日発売[23]、ISBN 978-4-08-892603-2
  19. 2023年8月18日発売[24]、ISBN 978-4-08-892795-4
  20. 2024年2月19日発売[25]、ISBN 978-4-08-893140-1
  21. 2024年6月19日発売[26]、ISBN 978-4-08-893270-5
  22. 2024年10月18日発売[27]、ISBN 978-4-08-893422-8
  23. 2025年2月18日発売[28]、ISBN 978-4-08-893570-6
  24. 2025年7月17日発売[29]、ISBN 978-4-08-893725-0

## ラジオドラマ
NHK FMの「青春アドベンチャー」でラジオドラマ化され、2013年2月25日から3月8日まで22:45 - 23:00に放送された。全10回。主演は原田夏希。

### キャスト（ラジオドラマ）
- 原田夏希
- 小杉十郎太
- 山崎銀之丞
- 伊藤えん魔
- 後藤ひろひと
- 藤沢としや
- 川下大洋
- 栗本有紀子
- 石田剛太
- 有村茉佐子
- 筒井敬子
- 蟷螂襲
- 亀井賢二

### スタッフ（ラジオドラマ）
- 原作 - 平山夢明『ダイナー』
- 脚色 - ますもとたくや
- 音楽 - 内山修作
- 演出 - 小島史敬
- 技術 - 惣田睦弘、西原毅
- 音響効果 - 原大輔、井上直美

## 映画
『Diner ダイナー』のタイトルで映画化され、2019年7月5日に公開された。監督は『さくらん』『ヘルタースケルター』に続いて監督3作目となる蜷川実花、主演は藤原竜也。
キャッチコピーは「ようこそ 殺し屋専用の食堂へ。」「美味いメシを食うか? それとも死ぬか?」「客は全員、殺し屋。命が“クズ同然”の食堂で、殺し合いゲーム開宴。」。

### キャスト（映画）
- ボンベロ：藤原竜也
- オオバカナコ：玉城ティナ[33]
- スキン：窪田正孝[34][35]
- キッド：本郷奏多[36]
- ブロ：武田真治[37]
- カウボーイ：斎藤工[34][38]
- ディーディー：佐藤江梨子[38]
- ブタ男：金子ノブアキ[38]
- マテバ：小栗旬[34][39]
- マリア：土屋アンナ[39]
- 無礼図（ブレイズ）：真矢ミキ[39][40]
- コフィ：奥田瑛二[39]
- 教授：品川徹
- アラーニャ：内田健司
- ソロ：前田公輝
- ポリージャ：吉村界人
- 荒烈屈巣（アレックス）：真琴つばさ
- 雄澄華瑠（オスカル）：沙央くらま
- 歴代ウェイトレス：宮脇咲良、AMIAYA、エリイ、中村里砂、マドモアゼル・ユリア、MEGUMI、SHIHO
- 旅行代理店のスタッフ：川栄李奈
- 「白鯨」を読む女性：コムアイ
- お天気キャスター：板野友美
- オオバカナコの祖母：角替和枝
- スキンの母親：木村佳乃
- デルモニコ：蜷川幸雄（井手らっきょ）

### スタッフ（映画）
- 原作：平山夢明『ダイナー』（ポプラ社「ポプラ文庫」）
- 監督：蜷川実花
- 脚本：後藤ひろひと、杉山嘉一、蜷川実花
- 音楽：大沢伸一
- 主題歌：DAOKO×MIYAVI「千客万来」（ユニバーサル ミュージック）[41]
- 製作：今村司、堀義貴、池田宏之、井上肇、石垣裕之、瀬井哲也、谷和男、山本浩、千葉 均、吉川英作、田中祐介、和田倉和利
- エグゼクティブプロデューサー：伊藤響
- プロデューサー：伊藤卓哉、甘木モリオ
- アソシエイトプロデューサー：宇田充、金谷英剛
- 撮影：相馬大輔
- プロダクションデザイナー：enzo
- 食堂の装飾美術：横尾忠則
- 照明：佐藤浩太
- 録音：阿部茂
- 編集：森下博昭
- キャラクターデザイン：長瀬哲朗
- ヘアメイクデザイン：ShinYa
- フードクリエイション：諏訪綾子
- アクション監督：川澄朋章
- VFXスーパーバイザー：野崎宏二
- 助監督：川村直紀
- プロダクションマネージャー：YANG MINJU、道上巧矢
- 配給：ワーナー・ブラザース映画
- 制作プロダクション：シネバザール
- 企画・製作幹事：日本テレビ放送網
- 製作：「Diner ダイナー」製作委員会（日本テレビ放送網、ホリプロ、ワーナー・ブラザース映画、パルコ、WOWOW、バップ、読売テレビ放送、博報堂、ポプラ社、日本出版販売、GYAO、シネバザール、ラッキースター、札幌テレビ放送、宮城テレビ放送、静岡第一テレビ、中京テレビ放送、広島テレビ放送、福岡放送）